# Avenue du Général-de-Gaulle (Rosny-sous-Bois)
Pour les articles homonymes, voir Avenue Charles-de-Gaulle.
L'avenue du Général-de-Gaulle est une voie de communication de Rosny-sous-Bois. Elle suit le tracé de la route nationale 186.

## Situation et accès

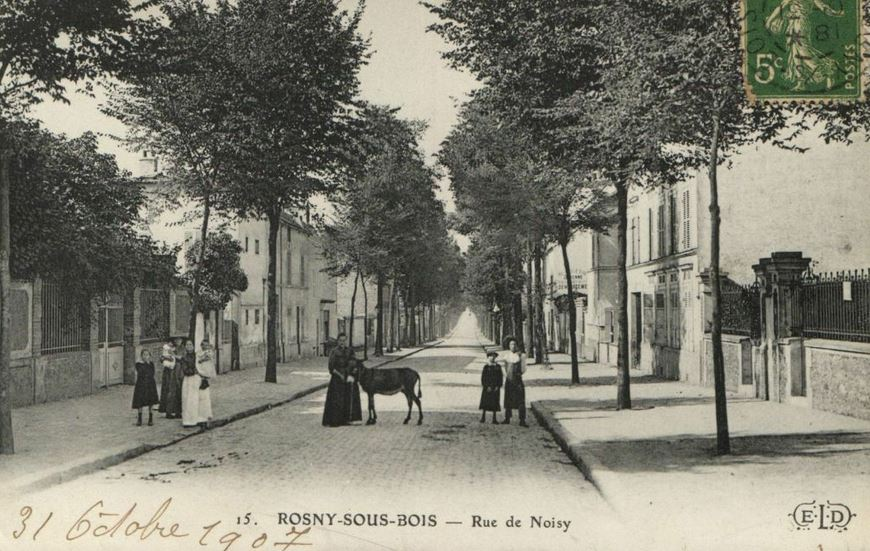
La rue de Noisy en 1907.

Cette avenue orientée du nord au sud commence son tracé dans l'axe de l'Avenue de Rosny à Noisy-le-Sec et où se croisent le boulevard d'Alsace-Lorraine, la rue de Brément et route départementale 116. Elle passe ensuite sous l'autoroute A3, à l'échangeur de Rosny puis présente un accès à l'autoroute A86.
Plus loin, elle croise la route nationale 302, qui à cet endroit porte le nom de boulevard Gabriel-Péri et se termine dans le centre historique, peu après la place de l'Église-Sainte-Geneviève et la rue Saint-Denis.
Elle est desservie à courte distance par la gare de Rosny-Bois-Perrier, située rue Léon-Blum.
En correspondance, la station Rosny - Bois-Perrier, sur la ligne 11 du métro de Paris, est en cours de construction. Il est à noter que cette station sera aussi un arrêt de la ligne 15 du métro de Paris.

## Origine du nom

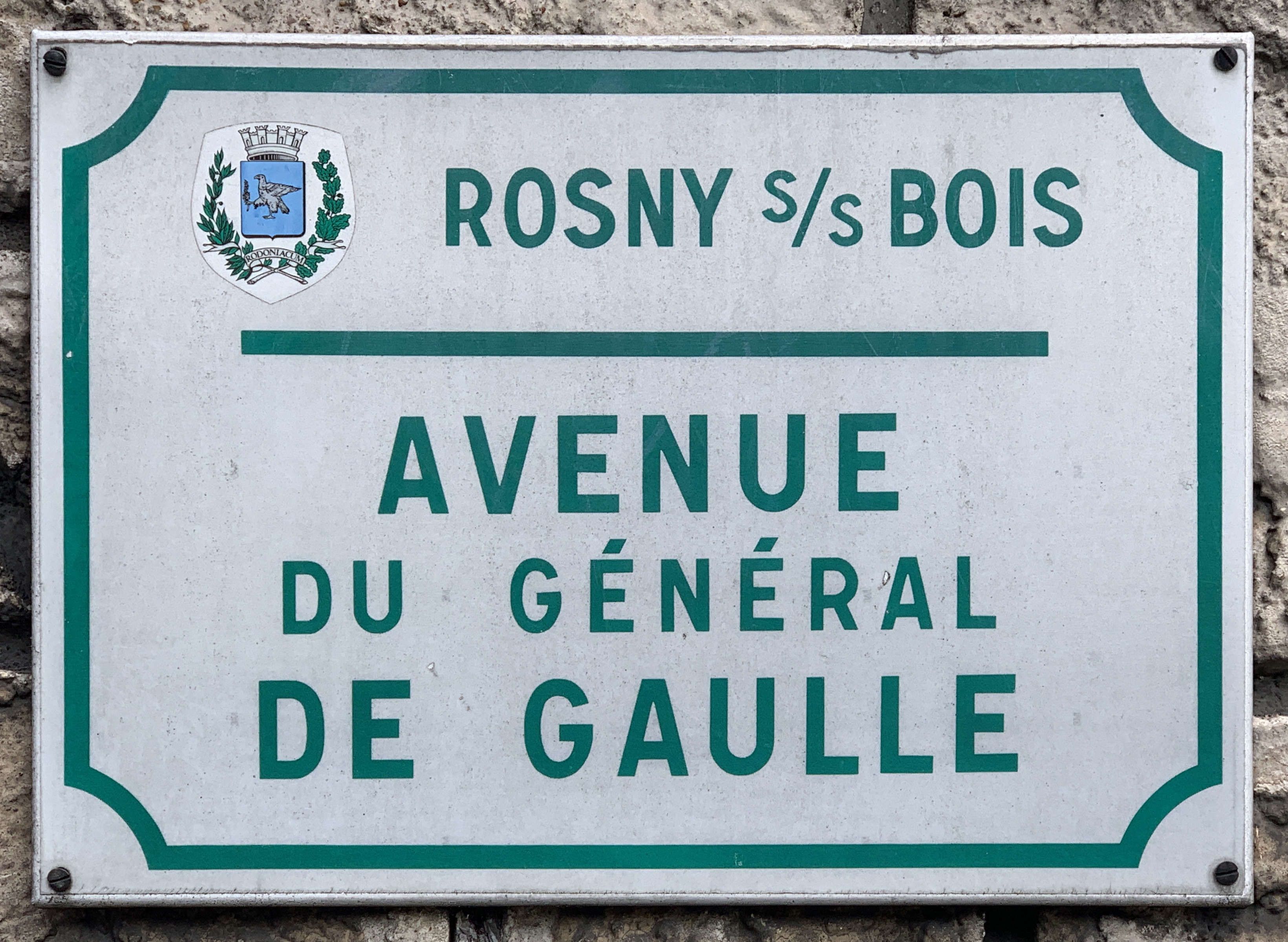
Plaque de l'avenue.

Elle rend honneur de Charles de Gaulle (1890-1970), général, chef de la France libre et président de la République française de 1959 à 1969.

## Historique
Son ancien nom, « rue de Noisy », provient de la direction de cette rue menant à Noisy-le-Sec.
En 2018, est engagé le projet de construction de Rosny Métropolitain, qui entend, dans une dynamique du redéveloppement lié à l'extension du réseau métropolitain, réhabiliter du centre commercial Rosny 2, créer le projet d’écoquartier Coteaux Beauclair, et améliorer l'accès piétonnier de l'avenue.

## Bâtiments remarquables et lieux de mémoire
- Westfield Rosny 2, le deuxième centre commercial de l'est parisien en taille et chiffre d'affaires.
- Cimetière communal de Rosny-sous-Bois[6], dit Nouveau cimetière[7]. Le pilote moto Michel Rougerie y est inhumé[8].
- Église Sainte-Geneviève, datant du XIe puis reconstruite en 1857.
- Emplacement du cinéma « Le Trianon », détruit en 2009[9].

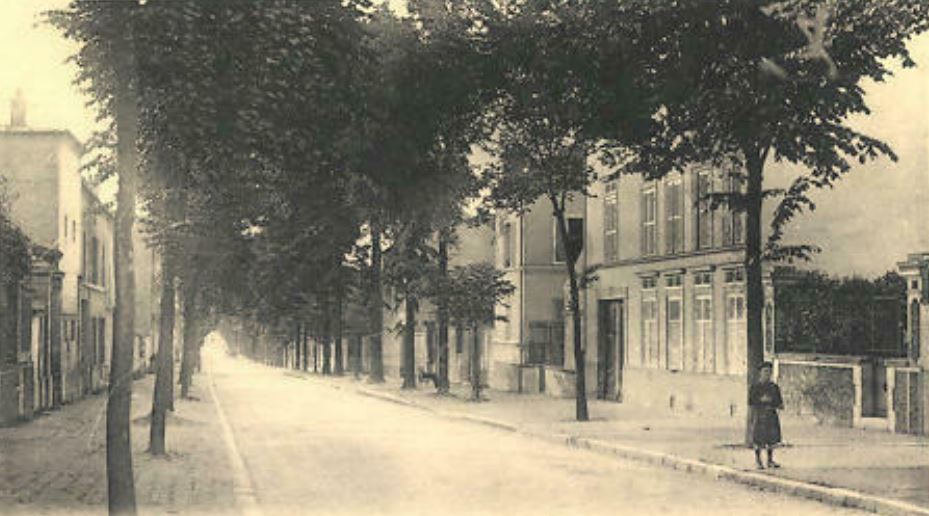
Rue de Noisy, dans les années 1900.
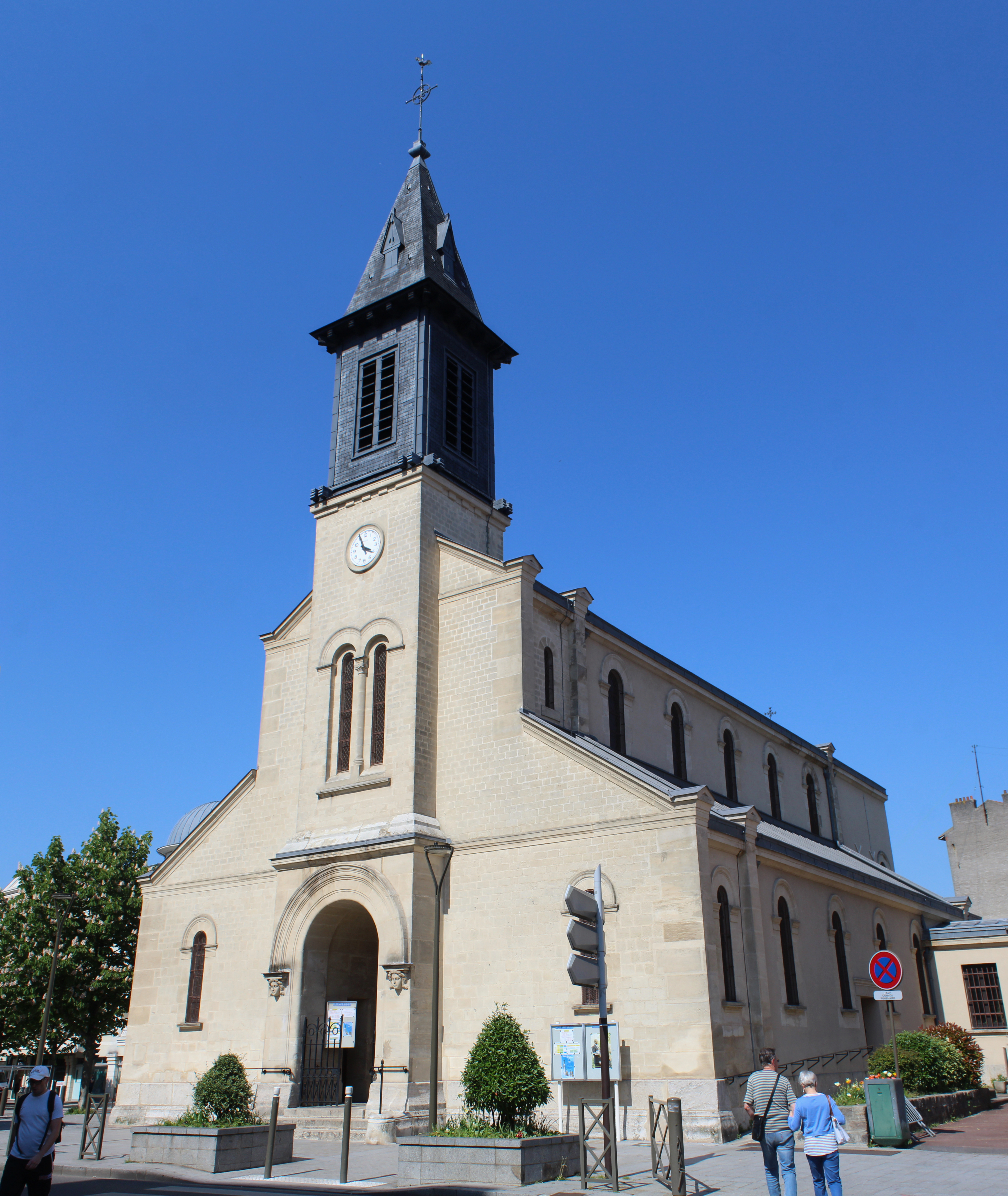
Église Sainte-Geneviève.
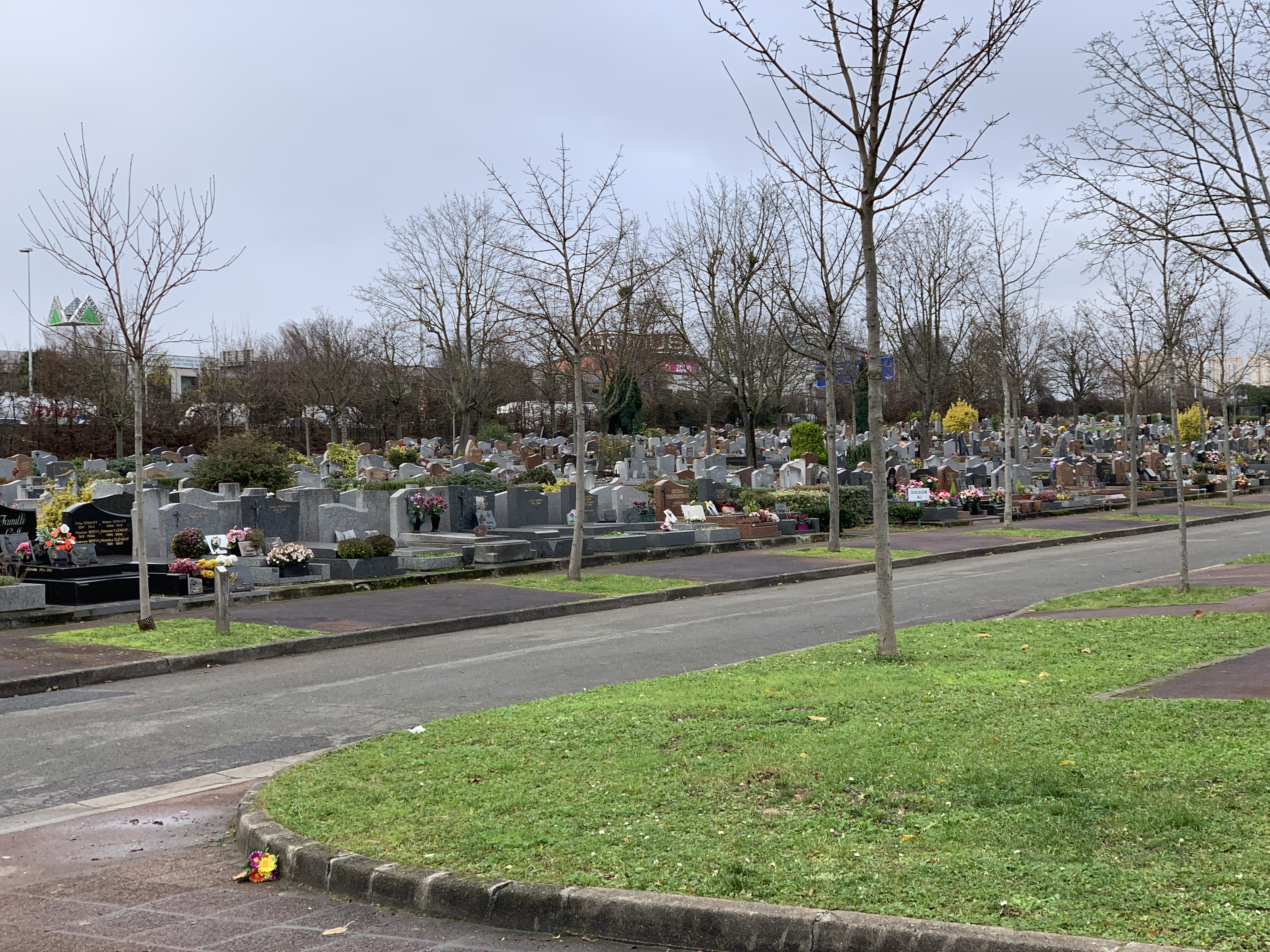
Cimetière nouveau.